# پیوند پنج‌گانه

ساختار شیمیایی [CrC_{6}H_{3}-2,6-(C_{6}H_{3}-2,6-(CHMe_{2})_{2})_{2}_{2} که در آن بین دو اتم کروم پیوند پنج‌گانه برقرار است.

پیوند پنج‌گانه(به انگلیسی: Quintuple bond) در شیمی یک نوع غیرمعمول پیوند شیمیایی است که برای اولین بار در سال ۲۰۰۵ برای ترکیب دی‌کروم گزارش شد. پیوندهای یگانه، دوگانه و سه‌گانه در شیمی رایج هستند. پیوندهای چهارگانه نادرتر هستند اما در حال حاضر فقط در میان فلزات واسطه شناخته شده‌اند، به ویژه برای کروم، مولیبدن، تنگستن و رنیم، به عنوان مثال در ترکیبات [Mo2Cl8]4− و [Re2Cl8]2− این پیوند وجود دارد. در یک پیوند پنج‌گانه، ده الکترون در پیوند بین دو مرکز فلزی به اشتراک گذاشته می‌شوند که به صورت σ2π4δ4 تخصیص داده می‌شود.
در سال ۲۰۰۵، یک پیوند پنج‌گانه در مولکول فرضی اورانیوم U2 بر اساس شیمی محاسباتی فرض شد. ترکیبات دی‌اورانیوم نادر هستند، اما وجود دارند. به عنوان مثال، می‌توان به آنیون U
2Cl2−
8 اشاره کرد.
در سال ۲۰۰۷ کوتاه‌ترین پیوند فلز و فلز (۱۸۰٫۲۸ پیکومتر) در ترکیبی حاوی پیوند کروم-کروم پنج‌گانه با لیگاندهای پل دی‌آزادی‌ان گزارش شده‌است. سایر کمپلکس‌های حاوی پیوند پنج‌گانه فلز-فلز که گزارش شده‌اند شامل دی‌کروم با پیوند پنج‌گانه با لیگاندهای پل [۶-(۶٬۴٬۲-تری‌ایزوپروپیل‌فنیل)پیریدین-۲-ایل] (۶٬۴٬۲-تری‌متیل‌فنیل) آمین و یک کمپلکس دی‌کروم با لیگاندهای پل آمیدین است.
سنتز پیوندهای پنج‌گانه معمولاً از طریق کاهش یک گونه دوفلزی با استفاده از پتاسیم گرافیت حاصل می‌شود. این امر الکترون‌های ظرفیتی را به مراکز فلزی اضافه می‌کند و تعداد الکترون‌های لازم را برای مشارکت در پیوندهای پنجگانه به آنها می‌دهد. در زیر شکلی از سنتز پیوند پنج‌گانه متداول است.

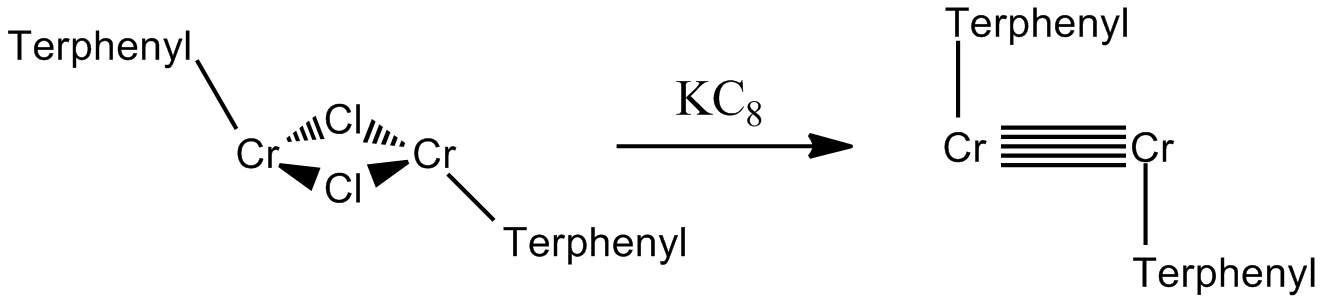
سنتز پیوند پنج‌گانه Cr–Cr